# Tour de Abu Dhabi de 2017
A 3.ª edição do Tour de Abu Dhabi, foi uma carreira de ciclismo de estrada por etapas que se celebrou entre 23 e 26 de fevereiro de 2017 nos Emirados Árabes Unidos sobre um percurso total de 671 quilómetros.
A carreira fez parte do UCI WorldTour de 2017, calendário ciclístico de máximo nível mundial, sendo a terceira carreira de dito circuito.
A carreira foi vencida pelo corredor português Rui Costa da equipa UAE Team Emirates, em segundo lugar Ilnur Zakarin (Team Katusha-Alpecin) e em terceiro lugar Tom Dumoulin (Team Sunweb).

## Equipas participantes
| Equipes WorldTeam (16)- AG2R La Mondiale - Astana - Bahrain-Merida - BMC Racing Team - Bora-Hansgrohe - Dimension Data - Katusha-Alpecin - Lotto NL-Jumbo - Lotto-Soudal - Movistar Team - Orica-Scott - Quick-Step Floors - Sky - Team Sunweb - Trek-Segafredo - UAE Team Emirates Equipes profissionais Continentais (4)- Bardiani CSF - Gazprom-RusVelo - Nippo-Vini Fantini - Novo Nordisk |
| |

## Etapas
| Etapa | Data    | Percurso                                        | type           | Distância (km) | Vencedor       | Líder geral    |
| ----- | ------- | ----------------------------------------------- | -------------- | -------------- | -------------- | -------------- |
| 1     | 23 fev. | Abu Dhabi – Madinat Zayed                       | etapa plana    | 189            | Mark Cavendish | Mark Cavendish |
| 2     | 24 fev. | Al Maryah Island – Abu Dhabi                    | etapa plana    | 153            | Marcel Kittel  | Mark Cavendish |
| 3     | 25 fev. | Estádio Hazza bin Zayed – Jabal Hafit           | média montanha | 186            | Rui Costa      | Rui Costa      |
| 4     | 26 fev. | Circuito de Yas Marina – Circuito de Yas Marina | etapa plana    | 143            | Caleb Ewan     | Rui Costa      |

## Desenvolvimento da carreira

### Etapa 1
| \| Classificação por etapas \| Classificação por etapas \| Classificação por etapas \| Classificação por etapas \| Classificação por etapas \| \| Ciclista \| Ciclista \| Equipe \| Tempo \| \| \| ------------------------ \| ------------------------ \| ------------------------ \| ------------------------ \| ------------------------ \| \| 1. \| Mark Cavendish \| Dimension Data \| 4h37m06s \| \| \| 2. \| André Greipel \| Lotto-Soudal \| + 0s \| \| \| 3. \| Niccolò Bonifazio \| Bahrain-Merida \| + 0s \| \| \| 4. \| Simone Consonni \| UAE Team Emirates \| + 0s \| \| \| 5. \| Elia Viviani \| Team Sky \| + 0s \| \| \| 6. \| Roger Kluge \| Orica-Scott \| + 0s \| \| \| 7. \| Aleksandr Porsev \| Gazprom-RusVelo \| + 0s \| \| \| 8. \| Matteo Pelucchi \| Bora-Hansgrohe \| + 0s \| \| \| 9. \| Nicola Ruffoni \| Bardiani CSF \| + 0s \| \| \| 10. \| Eduard-Michael Grosu \| Nippo-Vini Fantini \| + 0s \| \| |                      |                    |          |
| |                      |                    |          |
| Fonte: ProCyclingStats |                      |                    |          |
| Classificação por etapas |                      |                    |          |
| Ciclista | Ciclista             | Equipe             | Tempo    |
| 1. | Mark Cavendish       | Dimension Data     | 4h37m06s |
| 2. | André Greipel        | Lotto-Soudal       | + 0s     |
| 3. | Niccolò Bonifazio    | Bahrain-Merida     | + 0s     |
| 4. | Simone Consonni      | UAE Team Emirates  | + 0s     |
| 5. | Elia Viviani         | Team Sky           | + 0s     |
| 6. | Roger Kluge          | Orica-Scott        | + 0s     |
| 7. | Aleksandr Porsev     | Gazprom-RusVelo    | + 0s     |
| 8. | Matteo Pelucchi      | Bora-Hansgrohe     | + 0s     |
| 9. | Nicola Ruffoni       | Bardiani CSF       | + 0s     |
| 10. | Eduard-Michael Grosu | Nippo-Vini Fantini | + 0s     |

| \| Classificação geral \| Classificação geral \| Classificação geral \| Classificação geral \| Classificação geral \| \| Ciclista \| Ciclista \| Equipe \| Tempo \| \| \| ------------------- \| ------------------- \| ------------------- \| ------------------- \| ------------------- \| \| 1. \| Mark Cavendish \| Dimension Data \| 4h36m56s \| \| \| 2. \| André Greipel \| Lotto-Soudal \| + 4s \| \| \| 3. \| Manuele Mori \| UAE Team Emirates \| + 4s \| \| \| 4. \| Niccolò Bonifazio \| Bahrain-Merida \| + 6s \| \| \| 5. \| Mirco Maestri \| Bardiani CSF \| + 8s \| \| \| 6. \| Kazushige Kuboki \| Nippo-Vini Fantini \| + 8s \| \| \| 7. \| Simone Consonni \| UAE Team Emirates \| + 10s \| \| \| 8. \| Elia Viviani \| Team Sky \| + 10s \| \| \| 9. \| Roger Kluge \| Orica-Scott \| + 10s \| \| \| 10. \| Aleksandr Porsev \| Gazprom-RusVelo \| + 10s \| \| |                   |                    |          |
| |                   |                    |          |
| Fonte: ProCyclingStats |                   |                    |          |
| Classificação geral |                   |                    |          |
| Ciclista | Ciclista          | Equipe             | Tempo    |
| 1. | Mark Cavendish    | Dimension Data     | 4h36m56s |
| 2. | André Greipel     | Lotto-Soudal       | + 4s     |
| 3. | Manuele Mori      | UAE Team Emirates  | + 4s     |
| 4. | Niccolò Bonifazio | Bahrain-Merida     | + 6s     |
| 5. | Mirco Maestri     | Bardiani CSF       | + 8s     |
| 6. | Kazushige Kuboki  | Nippo-Vini Fantini | + 8s     |
| 7. | Simone Consonni   | UAE Team Emirates  | + 10s    |
| 8. | Elia Viviani      | Team Sky           | + 10s    |
| 9. | Roger Kluge       | Orica-Scott        | + 10s    |
| 10. | Aleksandr Porsev  | Gazprom-RusVelo    | + 10s    |

### Etapa 2
| \| Classificação por etapas \| Classificação por etapas \| Classificação por etapas \| Classificação por etapas \| Classificação por etapas \| \| Ciclista \| Ciclista \| Equipe \| Tempo \| \| \| ------------------------ \| ------------------------ \| ------------------------ \| ------------------------ \| ------------------------ \| \| 1. \| Marcel Kittel \| Quick-Step Floors \| 3h28m11s \| \| \| 2. \| Caleb Ewan \| Orica-Scott \| + 0s \| \| \| 3. \| Mark Cavendish \| Dimension Data \| + 0s \| \| \| 4. \| Matteo Pelucchi \| Bora-Hansgrohe \| + 0s \| \| \| 5. \| Phil Bauhaus \| Team Sunweb \| + 0s \| \| \| 6. \| Elia Viviani \| Team Sky \| + 0s \| \| \| 7. \| Andrea Guardini \| UAE Team Emirates \| + 0s \| \| \| 8. \| Eduard-Michael Grosu \| Nippo-Vini Fantini \| + 0s \| \| \| 9. \| André Greipel \| Lotto-Soudal \| + 0s \| \| \| 10. \| Aleksandr Porsev \| Gazprom-RusVelo \| + 0s \| \| |                      |                    |          |
| |                      |                    |          |
| Fonte: ProCyclingStats |                      |                    |          |
| Classificação por etapas |                      |                    |          |
| Ciclista | Ciclista             | Equipe             | Tempo    |
| 1. | Marcel Kittel        | Quick-Step Floors  | 3h28m11s |
| 2. | Caleb Ewan           | Orica-Scott        | + 0s     |
| 3. | Mark Cavendish       | Dimension Data     | + 0s     |
| 4. | Matteo Pelucchi      | Bora-Hansgrohe     | + 0s     |
| 5. | Phil Bauhaus         | Team Sunweb        | + 0s     |
| 6. | Elia Viviani         | Team Sky           | + 0s     |
| 7. | Andrea Guardini      | UAE Team Emirates  | + 0s     |
| 8. | Eduard-Michael Grosu | Nippo-Vini Fantini | + 0s     |
| 9. | André Greipel        | Lotto-Soudal       | + 0s     |
| 10. | Aleksandr Porsev     | Gazprom-RusVelo    | + 0s     |

| \| Classificação geral \| Classificação geral \| Classificação geral \| Classificação geral \| Classificação geral \| \| Ciclista \| Ciclista \| Equipe \| Tempo \| \| \| ------------------- \| ------------------- \| ------------------- \| ------------------- \| ------------------- \| \| 1. \| Mark Cavendish \| Dimension Data \| 8h05m03s \| \| \| 2. \| Marcel Kittel \| Quick-Step Floors \| + 4s \| \| \| 3. \| André Greipel \| Lotto-Soudal \| + 8s \| \| \| 4. \| Marco Canola \| Nippo-Vini Fantini \| + 8s \| \| \| 5. \| Caleb Ewan \| Orica-Scott \| + 8s \| \| \| 6. \| Manuele Mori \| UAE Team Emirates \| + 8s \| \| \| 7. \| Niccolò Bonifazio \| Bahrain-Merida \| + 10s \| \| \| 8. \| Fabio Calabria \| Team Novo Nordisk \| + 11s \| \| \| 9. \| Mirco Maestri \| Bardiani CSF \| + 12s \| \| \| 10. \| Kazushige Kuboki \| Nippo-Vini Fantini \| + 12s \| \| |                   |                    |          |
| |                   |                    |          |
| Fonte: ProCyclingStats |                   |                    |          |
| Classificação geral |                   |                    |          |
| Ciclista | Ciclista          | Equipe             | Tempo    |
| 1. | Mark Cavendish    | Dimension Data     | 8h05m03s |
| 2. | Marcel Kittel     | Quick-Step Floors  | + 4s     |
| 3. | André Greipel     | Lotto-Soudal       | + 8s     |
| 4. | Marco Canola      | Nippo-Vini Fantini | + 8s     |
| 5. | Caleb Ewan        | Orica-Scott        | + 8s     |
| 6. | Manuele Mori      | UAE Team Emirates  | + 8s     |
| 7. | Niccolò Bonifazio | Bahrain-Merida     | + 10s    |
| 8. | Fabio Calabria    | Team Novo Nordisk  | + 11s    |
| 9. | Mirco Maestri     | Bardiani CSF       | + 12s    |
| 10. | Kazushige Kuboki  | Nippo-Vini Fantini | + 12s    |

### Etapa 3
| \| Classificação por etapas \| Classificação por etapas \| Classificação por etapas \| Classificação por etapas \| Classificação por etapas \| \| Ciclista \| Ciclista \| Equipe \| Tempo \| \| \| ------------------------ \| ------------------------ \| ------------------------ \| ------------------------ \| ------------------------ \| \| 1. \| Rui Costa \| UAE Team Emirates \| 4h34m08s \| \| \| 2. \| Ilnur Zakarin \| Katusha-Alpecin \| + 0s \| \| \| 3. \| Tom Dumoulin \| Team Sunweb \| + 10s \| \| \| 4. \| Bauke Mollema \| Trek-Segafredo \| + 28s \| \| \| 5. \| Julian Alaphilippe \| Quick-Step Floors \| + 46s \| \| \| 6. \| Fabio Aru \| Astana \| + 46s \| \| \| 7. \| Rafał Majka \| Bora-Hansgrohe \| + 46s \| \| \| 8. \| George Bennett \| LottoNL-Jumbo \| + 46s \| \| \| 9. \| Domenico Pozzovivo \| AG2R La Mondiale \| + 46s \| \| \| 10. \| Nairo Quintana \| Movistar Team \| + 58s \| \| |                    |                   |          |
| |                    |                   |          |
| Fonte: ProCyclingStats |                    |                   |          |
| Classificação por etapas |                    |                   |          |
| Ciclista | Ciclista           | Equipe            | Tempo    |
| 1. | Rui Costa          | UAE Team Emirates | 4h34m08s |
| 2. | Ilnur Zakarin      | Katusha-Alpecin   | + 0s     |
| 3. | Tom Dumoulin       | Team Sunweb       | + 10s    |
| 4. | Bauke Mollema      | Trek-Segafredo    | + 28s    |
| 5. | Julian Alaphilippe | Quick-Step Floors | + 46s    |
| 6. | Fabio Aru          | Astana            | + 46s    |
| 7. | Rafał Majka        | Bora-Hansgrohe    | + 46s    |
| 8. | George Bennett     | LottoNL-Jumbo     | + 46s    |
| 9. | Domenico Pozzovivo | AG2R La Mondiale  | + 46s    |
| 10. | Nairo Quintana     | Movistar Team     | + 58s    |

| \| Classificação geral \| Classificação geral \| Classificação geral \| Classificação geral \| Classificação geral \| \| Ciclista \| Ciclista \| Equipe \| Tempo \| \| \| ------------------- \| ------------------- \| ------------------- \| ------------------- \| ------------------- \| \| 1. \| Rui Costa \| UAE Team Emirates \| 12h39m15s \| \| \| 2. \| Ilnur Zakarin \| Katusha-Alpecin \| + 4s \| \| \| 3. \| Tom Dumoulin \| Team Sunweb \| + 16s \| \| \| 4. \| Bauke Mollema \| Trek-Segafredo \| + 38s \| \| \| 5. \| Rafał Majka \| Bora-Hansgrohe \| + 56s \| \| \| 6. \| George Bennett \| LottoNL-Jumbo \| + 56s \| \| \| 7. \| Fabio Aru \| Astana \| + 56s \| \| \| 8. \| Domenico Pozzovivo \| AG2R La Mondiale \| + 56s \| \| \| 9. \| Julian Alaphilippe \| Quick-Step Floors \| + 56s \| \| \| 10. \| Romain Bardet \| AG2R La Mondiale \| + 1m08s \| \| |                    |                   |           |
| |                    |                   |           |
| Fonte: ProCyclingStats |                    |                   |           |
| Classificação geral |                    |                   |           |
| Ciclista | Ciclista           | Equipe            | Tempo     |
| 1. | Rui Costa          | UAE Team Emirates | 12h39m15s |
| 2. | Ilnur Zakarin      | Katusha-Alpecin   | + 4s      |
| 3. | Tom Dumoulin       | Team Sunweb       | + 16s     |
| 4. | Bauke Mollema      | Trek-Segafredo    | + 38s     |
| 5. | Rafał Majka        | Bora-Hansgrohe    | + 56s     |
| 6. | George Bennett     | LottoNL-Jumbo     | + 56s     |
| 7. | Fabio Aru          | Astana            | + 56s     |
| 8. | Domenico Pozzovivo | AG2R La Mondiale  | + 56s     |
| 9. | Julian Alaphilippe | Quick-Step Floors | + 56s     |
| 10. | Romain Bardet      | AG2R La Mondiale  | + 1m08s   |

### Etapa 4
| \| Classificação por etapas \| Classificação por etapas \| Classificação por etapas \| Classificação por etapas \| Classificação por etapas \| \| Ciclista \| Ciclista \| Equipe \| Tempo \| \| \| ------------------------ \| ------------------------ \| ------------------------ \| ------------------------ \| ------------------------ \| \| 1. \| Caleb Ewan \| Orica-Scott \| 3h03m06s \| \| \| 2. \| Mark Cavendish \| Dimension Data \| + 0s \| \| \| 3. \| André Greipel \| Lotto-Soudal \| + 0s \| \| \| 4. \| Niccolò Bonifazio \| Bahrain-Merida \| + 0s \| \| \| 5. \| Matteo Pelucchi \| Bora-Hansgrohe \| + 0s \| \| \| 6. \| Roger Kluge \| Orica-Scott \| + 0s \| \| \| 7. \| Julian Alaphilippe \| Quick-Step Floors \| + 0s \| \| \| 8. \| Aleksandr Porsev \| Gazprom-RusVelo \| + 0s \| \| \| 9. \| Kiel Reijnen \| Trek-Segafredo \| + 0s \| \| \| 10. \| Rick Zabel \| Katusha-Alpecin \| + 0s \| \| |                    |                   |          |
| |                    |                   |          |
| Fonte: ProCyclingStats |                    |                   |          |
| Classificação por etapas |                    |                   |          |
| Ciclista | Ciclista           | Equipe            | Tempo    |
| 1. | Caleb Ewan         | Orica-Scott       | 3h03m06s |
| 2. | Mark Cavendish     | Dimension Data    | + 0s     |
| 3. | André Greipel      | Lotto-Soudal      | + 0s     |
| 4. | Niccolò Bonifazio  | Bahrain-Merida    | + 0s     |
| 5. | Matteo Pelucchi    | Bora-Hansgrohe    | + 0s     |
| 6. | Roger Kluge        | Orica-Scott       | + 0s     |
| 7. | Julian Alaphilippe | Quick-Step Floors | + 0s     |
| 8. | Aleksandr Porsev   | Gazprom-RusVelo   | + 0s     |
| 9. | Kiel Reijnen       | Trek-Segafredo    | + 0s     |
| 10. | Rick Zabel         | Katusha-Alpecin   | + 0s     |

## Classificações finais
- As classificações finalizaram da seguinte forma:[3]

### Classificação geral
| \| Classificação geral \| Classificação geral \| Classificação geral \| Classificação geral \| Classificação geral \| \| Ciclista \| Ciclista \| Equipe \| Tempo \| \| \| ------------------- \| ------------------- \| ------------------- \| ------------------- \| ------------------- \| \| 1. \| Rui Costa \| UAE Team Emirates \| 15h42m21s \| \| \| 2. \| Ilnur Zakarin \| Katusha-Alpecin \| + 4s \| \| \| 3. \| Tom Dumoulin \| Team Sunweb \| + 16s \| \| \| 4. \| Bauke Mollema \| Trek-Segafredo \| + 38s \| \| \| 5. \| Julian Alaphilippe \| Quick-Step Floors \| + 53s \| \| \| 6. \| Rafał Majka \| Bora-Hansgrohe \| + 56s \| \| \| 7. \| George Bennett \| LottoNL-Jumbo \| + 56s \| \| \| 8. \| Fabio Aru \| Astana \| + 56s \| \| \| 9. \| Domenico Pozzovivo \| AG2R La Mondiale \| + 56s \| \| \| 10. \| Patrick Konrad \| Bora-Hansgrohe \| + 1m07s \| \| |                    |                   |           |
| |                    |                   |           |
| Fonte: ProCyclingStats |                    |                   |           |
| Classificação geral |                    |                   |           |
| Ciclista | Ciclista           | Equipe            | Tempo     |
| 1. | Rui Costa          | UAE Team Emirates | 15h42m21s |
| 2. | Ilnur Zakarin      | Katusha-Alpecin   | + 4s      |
| 3. | Tom Dumoulin       | Team Sunweb       | + 16s     |
| 4. | Bauke Mollema      | Trek-Segafredo    | + 38s     |
| 5. | Julian Alaphilippe | Quick-Step Floors | + 53s     |
| 6. | Rafał Majka        | Bora-Hansgrohe    | + 56s     |
| 7. | George Bennett     | LottoNL-Jumbo     | + 56s     |
| 8. | Fabio Aru          | Astana            | + 56s     |
| 9. | Domenico Pozzovivo | AG2R La Mondiale  | + 56s     |
| 10. | Patrick Konrad     | Bora-Hansgrohe    | + 1m07s   |

## Evolução das classificações
| Etapa (Vencedor)           | Classificação geral | Classificação por pontos | Classificação dos jovens | Classificação metas volantes |
| -------------------------- | ------------------- | ------------------------ | ------------------------ | ---------------------------- |
| 1.ª etapa (Mark Cavendish) | Mark Cavendish      | Mark Cavendish           | Niccolò Bonifazio        | Manuele Mori                 |
| 2.ª etapa (Marcel Kittel)  | Mark Cavendish      | Mark Cavendish           | Caleb Ewan               | Marco Canola                 |
| 3.ª etapa (Rui Costa)      | Rui Costa           | Mark Cavendish           | Julian Alaphilippe       | Marco Canola                 |
| 4.ª etapa (Caleb Ewan)     | Rui Costa           | Mark Cavendish           | Julian Alaphilippe       | Patrick Konrad               |
| Classificação final        | Rui Costa           | Mark Cavendish           | Julian Alaphilippe       | Patrick Konrad               |

## UCI World Ranking
O Tour de Abu Dhabi outorga pontos para o UCI WorldTour de 2017 e o UCI World Ranking, este último para corredores das equipas nas categorias UCI ProTeam, Profissional Continental e Equipas Continentais. A seguinte tabela são o barómetro de pontuação e os corredores que obtiveram pontos:
| Posição             | 1.ª | 2.ª | 3.ª | 4.ª | 5.ª | 6.ª | 7.ª | 8.ª | 9.ª | 10.ª |
| Classificação geral | 300 | 250 | 215 | 175 | 120 | 115 | 95  | 75  | 60  | 50   |
| Por etapa           | 40  | 15  | 6   |     |     |     |     |     |     |      |
| Líder               | 6   |     |     |     |     |     |     |     |     |      |

| Classificação | Classificação      | Classificação     | Classificação | Classificação | Classificação | Classificação |
| Posição       | Ciclista           | Equipa            | Geral         | Etapa         | Líder         | Total         |
| ------------- | ------------------ | ----------------- | ------------- | ------------- | ------------- | ------------- |
| 1.º           | Rui Costa          | UAE Team Emirates | 300           | 40            | 6             | 346           |
| 2.º           | Ilnur Zakarin      | Katusha-Alpecin   | 250           | 15            | -             | 265           |
| 3.º           | Tom Dumoulin       | Sunweb            | 215           | 6             | -             | 221           |
| 4.º           | Bauke Mollema      | Trek-Segafredo    | 175           | -             | -             | 175           |
| 5.º           | Julian Alaphilippe | Quick-Step Floors | 120           | -             | -             | 120           |
| 6.º           | Rafał Majka        | Bora-Hansgrohe    | 115           | -             | -             | 115           |
| 7.º           | George Bennett     | LottoNL-Jumbo     | 95            | -             | -             | 95            |
| 8.º           | Fabio Aru          | Astana            | 75            | -             | -             | 75            |
| 9.º           | Mark Cavendish     | Dimension Data    | -             | 61            | 12            | 73            |
| 10.º          | Domenico Pozzovivo | AG2R La Mondiale  | 60            | -             | -             | 60            |